# مقاطعة نواذيبو
نواذيبو هي مقاطعة في ولاية دخلة نواذيبو في موريتانيا .

## قائمة البلديات في المقاطعة
تتكون المقاطعة من ثلاث بلديات :
- نواذيبو
- إنال
- بولنوار